# アルブレヒト・ウェルニヒ
アルブレヒト・ルートヴィヒ・アガトン・ウェルニヒ（Albrecht Ludwig Agathon Wernich、1843年7月15日 - 1896年5月19日）は、明治時代にお雇い外国人として来日したドイツの医学者である。

## 経歴・人物
エルブロンク（当時はプロイセン帝国領、現在はポーランドのヴァルミア＝マズールィ県に所在）の生まれ。ケーニヒスベルク大学卒業後、普仏戦争で軍医となる。戦後、ベルリン大学で産婦人科の教鞭を執る。
1874年（明治7年）11月日本政府の招聘により来日し、テオドール・ホフマン及びレオポルト・ミュルレルの後継者となった。これにより、東京医学校（現在の東京大学医学部）に雇われ、そこで内科及び産婦人科等医学を主とした学問の教鞭を執った。1876年（明治9年）11月任期満了となり、その職を同郷で同じ医学者のエルヴィン・フォン・ベルツに継いだ。
同年帰国し、再度ベルリン大学で教職の途に就いた。なお、ウェルニヒは日本で初の産婦人科を創始した人物である。